# 马钱叶菝葜
马钱叶菝葜（学名：Smilax lunglingensis）为百合科菝葜属下的一个种。

## 扩展阅读
- 維基物種上的相關：马钱叶菝葜